# بیگواچو
بیگواچو (به پرتغالی: Biguaçu) یک منطقهٔ مسکونی در برزیل است که در سانتا کاتارینا واقع شده‌است. بیگواچو ۶۹٬۴۸۶ نفر جمعیت دارد.